# Liste von Fantasyfilmen der 1980er Jahre
Die Liste von Fantasyfilmen der 1980er Jahre gibt einen chronologischen Überblick über Kino- und abendfüllende TV-Produktionen, die im Zeitraum von 1980 bis 1989 in diesem Genre gedreht wurden. Bei der Nutzung ist zu beachten, dass ein Teil der aufgeführten Filme sich mit artverwandten Genres aus dem Bereich der Phantastik wie Horror und Science-Fiction überschneidet, aber auch Drama und Komödie. Die Liste erhebt keinen Anspruch auf Vollständigkeit und unterliegt einem laufenden Erweiterungsprozess.

## 1980
| Titel                                                | Regie                         | Produktionsland                             |
| ---------------------------------------------------- | ----------------------------- | ------------------------------------------- |
| Flash Gordon                                         | Mike Hodges                   | Vereinigtes Königreich / Vereinigte Staaten |
| Fellinis Stadt der Frauen La città delle donne       | Federico_Fellini              | Italien / Frankreich                        |
| Harlekin Harlequin                                   | Simon Wincer                  | Australien                                  |
| Herbie dreht durch Herbie Goes Bananas               | Vincent McEveety              | Vereinigte Staaten                          |
| Ein Himmelhund von einem Schnüffler Oh! Heavenly Dog | Joe Camp                      | Vereinigte Staaten                          |
| Das Imperium schlägt zurück The Empire Strikes Back  | Irvin Kershner                | Vereinigte Staaten                          |
| Meine Frau ist eine Hexe Mia moglie è una strega     | Catellano & Pipolo            | Italien                                     |
| The Return of the King                               | Arthur Rankin Jr., Jules Bass | Vereinigte Staaten                          |
| Der starke Wille Resurrection                        | Daniel Petrie                 | Vereinigte Staaten                          |
| Suur Tõll                                            | Rein Raamat                   | Sowjetunion                                 |
| Tanya’s Insel Tanya’s Island                         | Alfred Sole                   | Kanada / Vereinigte Staaten                 |
| Ein tödlicher Traum Somewhere in Time                | Jeannot Szwarc                | Vereinigte Staaten                          |
| Tracy trifft den lieben Gott Oh, God! Book II        | Gilbert Cates                 | Vereinigte Staaten                          |
| Xanadu                                               | Robert Greenwald              | Vereinigte Staaten                          |

## 1981
| Titel                                                       | Regie                               | Produktionsland                             |
| ----------------------------------------------------------- | ----------------------------------- | ------------------------------------------- |
| Alissa w Strane tschudes Алиса в Стране чудес               | Jefrem Pruschanski                  | Sowjetunion                                 |
| Am Anfang war das Feuer La Guerre du feu                    | Jean-Jacques Annaud                 | Kanada / Frankreich / Vereinigte Staaten    |
| Caveman – Der aus der Höhle kam Caveman                     | Carl Gottlieb                       | Vereinigte Staaten                          |
| Der Drachentöter Dragonslayer                               | Matthew Robbins                     | Vereinigte Staaten                          |
| Excalibur                                                   | John Boorman                        | Vereinigte Staaten / Vereinigtes Königreich |
| Freak Orlando                                               | Ulrike Ottinger                     | BR Deutschland                              |
| Heavy Metal                                                 | Gerald Potterton, Jimmy T. Murakami | Kanada                                      |
| Jäger des verlorenen Schatzes Raiders of the Lost Ark       | Steven Spielberg                    | Vereinigte Staaten                          |
| Kampf der Titanen Clash of the Titans                       | Desmond Davis                       | Vereinigtes Königreich / Vereinigte Staaten |
| Die Rückkehr der Familie Frankenstein The Munsters’ Revenge | Don Weis                            | Vereinigte Staaten                          |
| Time Bandits                                                | Terry Gilliam                       | Vereinigtes Königreich                      |
| Der Zauberbogen The Archer: Fugitive from the Empire        | Nicholas Corea                      | Vereinigte Staaten                          |

## 1982
| Titel                                                        | Regie                         | Produktionsland                                                      |
| ------------------------------------------------------------ | ----------------------------- | -------------------------------------------------------------------- |
| Alice at the Palace                                          | Emile Ardolino                | Vereinigte Staaten                                                   |
| Alicja im Horrorland Alicja                                  | Jacek Bromski, Jerzy Gruza    | Polen / Vereinigtes Königreich / Belgien / Vereinigte Staaten        |
| Alissa w Saserkalje Алиса в Зазеркалье                       | Jefrem Pruschanski            | Sowjetunion                                                          |
| Ator – Herr des Feuers Ator l'invincibile                    | Joe D’Amato                   | Italien                                                              |
| Beastmaster – Der Befreier The Beastmaster                   | Don Coscarelli                | Vereinigte Staaten / BR Deutschland                                  |
| Conan der Barbar Conan the Barbarian                         | John Milius                   | Vereinigte Staaten                                                   |
| Der dunkle Kristall The Dark Crystal                         | Jim Henson, Frank Oz          | Vereinigte Staaten / Vereinigtes Königreich                          |
| Gunan – König der Barbaren Gunan il guerriero                | Frank Shannon                 | Italien                                                              |
| Katzenmenschen Cat People                                    | Paul Schrader                 | Vereinigte Staaten                                                   |
| Das letzte Einhorn The Last Unicorn                          | Arthur Rankin Jr., Jules Bass | Vereinigte Staaten / Vereinigtes Königreich / Japan / BR Deutschland |
| Mächte des Lichts Sorceress                                  | Jack Hill                     | Vereinigte Staaten / Mexiko                                          |
| Mrs. Brisby und das Geheimnis von NIMH The Secret of NIMH    | Don Bluth                     | Vereinigte Staaten                                                   |
| Pink Floyd – The Wall                                        | Alan Parker                   | Vereinigtes Königreich                                               |
| Das Schwert des Barbaren Sangraal, la spada di fuoco         | Michael E. Lemick             | Italien                                                              |
| Talon im Kampf gegen das Imperium The Sword and the Sorcerer | Albert Pyun                   | Vereinigte Staaten                                                   |

## 1983
| Titel                                                              | Regie                       | Produktionsland                             |
| ------------------------------------------------------------------ | --------------------------- | ------------------------------------------- |
| Ator II – Der Unbesiegbare Ator 2 – L'invincibile Orion            | Joe D’Amato                 | Italien                                     |
| Conquest La conquista de la tierra perdida                         | Lucio Fulci                 | Italien / Spanien / Mexiko                  |
| Duell der Besten I Paladini. Storia d'armi e d'amori               | Giacomo Battiato            | Italien                                     |
| Einer gegen das Imperium Il mondo di Yor                           | Antonio Margheriti          | Italien / Türkei                            |
| Er – Stärker als Feuer und Eisen La Guerra del Ferro – Ironmaster  | Umberto Lenzi               | Italien, Frankreich                         |
| Feuer und Eis Fire and Ice                                         | Ralph Bakshi                | Vereinigte Staaten                          |
| Das Geheimnis der vier Kronjuwelen El tesoro de las cuatro coronas | Ferdinando Baldi            | Spanien / Vereinigte Staaten / Italien      |
| Herkules Hercules                                                  | Luigi Cozzi                 | Italien                                     |
| Hundra                                                             | Matt Cimber                 | Vereinigte Staaten / Spanien                |
| Krull                                                              | Peter Yates                 | Vereinigtes Königreich / Vereinigte Staaten |
| Mickys Weihnachtserzählung Mickey's Christmas Carol                | Burny Mattinson             | Vereinigte Staaten                          |
| Münchhausens Abenteuer auf dem Mond Le secret des sélénites        | Jean Image                  | Frankreich                                  |
| Eine phantastische Geschichte Сказка странствий                    | Alexander Naumowitsch Mitta | Sowjetunion / Rumänien / Tschechoslowakei   |
| Ein Sommernachtstraum Sogno di una notte d’estate                  | Gabriele Salvatores         | Italien                                     |
| Thor – Der unbesiegbare Barbar Thor il conquistatore               | Anthony Richmond            | Italien                                     |
| The Throne of Fire Il trono di fuoco                               | Francesco Prosperi          | Italien                                     |
| Der Todesjäger Deathstalker                                        | James Sbardellati           | Vereinigte Staaten / Argentinien            |
| Zwei vom gleichen Schlag Two of a Kind                             | John Herzfeld               | Vereinigte Staaten                          |

## 1984
| Titel | Regie               | Produktionsland                             |
| --- | ------------------- | ------------------------------------------- |
| Die Abenteuer von Petrow und Wassetschkin Приключения Петрова и Васечкина, обыкновенные и невероятные       | Wladimir Alenikow   | Sowjetunion                                 |
| Camelot – Der Fluch des goldenen Schwertes Sword of the Valiant – The Legend of Gawain and the Green Knight | Stephen Weeks       | Vereinigtes Königreich                      |
| Charles Dickens’ Weihnachtsgeschichte A Christmas Carol                                                     | Clive Donner        | Vereinigte Staaten / Vereinigtes Königreich |
| Conan der Zerstörer Conan the Destroyer                                                                     | Richard Fleischer   | Vereinigte Staaten                          |
| Die Ewoks – Karawane der Tapferen The Ewok Adventure                                                        | John Korty          | Vereinigte Staaten                          |
| Ghostbusters – Die Geisterjäger Ghostbusters                                                                | Ivan Reitman        | Vereinigte Staaten                          |
| Gremlins – Kleine Monster Gremlins                                                                          | Joe Dante           | Vereinigte Staaten                          |
| Indiana Jones und der Tempel des Todes Indiana Jones and the Temple of Doom                                 | Steven Spielberg    | Vereinigte Staaten                          |
| Nausicaä aus dem Tal der Winde 風の谷のナウシカ                                                             | Hayao Miyazaki      | Japan                                       |
| Peppi Dlinnytschulok Пеппи Длинныйчулок                                                                     | Margarita Mikaeljan | Sowjetunion                                 |
| Ronja Räubertochter Ronja Rövardotter                                                                       | Tage Danielsson     | Schweden / Norwegen                         |
| Sheena – Königin des Dschungels Sheena                                                                      | John Guillermin     | Vereinigtes Königreich / Vereinigte Staaten |
| Solo für 2 All of Me                                                                                        | Carl Reiner         | Vereinigte Staaten                          |
| Splash – Eine Jungfrau am Haken Splash                                                                      | Ron Howard          | Vereinigte Staaten                          |
| Supergirl                                                                                                   | Jeannot Szwarc      | Vereinigtes Königreich / Vereinigte Staaten |
| Die unendliche Geschichte                                                                                   | Wolfgang Petersen   | BR Deutschland / Vereinigte Staaten         |
| Urusei Yatsura 2: Beautiful Dreamer うる星やつら2 ビューティフル・ドリーマー                                | Mamoru Oshii        | Japan                                       |
| Der Wüstenplanet Dune                                                                                       | David Lynch         | Vereinigte Staaten                          |
| Die Zeit der Wölfe The Company of Wolves                                                                    | Neil Jordan         | Vereinigtes Königreich                      |

## 1985
| Titel                                                                      | Regie                                                            | Produktionsland                             |
| -------------------------------------------------------------------------- | ---------------------------------------------------------------- | ------------------------------------------- |
| Die Abenteuer des Herkules 2. Teil Le avventure dell'incredibile Ercole    | Luigi Cozzii                                                     | Vereinigte Staaten / Italien                |
| Asterix – Sieg über Cäsar Astérix et la Surprise de César                  | Gaëtan Brizzi, Paul Brizzi                                       | Frankreich                                  |
| Barbarian Queen                                                            | Héctor Olivera                                                   | Vereinigte Staaten / Argentinien            |
| Die Braut The Bride                                                        | Franc Roddam                                                     | Vereinigtes Königreich / Vereinigte Staaten |
| Kampf um Endor Ewoks: The Battle for Endor                                 | Jim Wheat, Ken Wheat                                             | Vereinigte Staaten                          |
| Der falsche Prinz Falešný princ                                            | Dušan Rapoš                                                      | Tschechoslowakei / BR Deutschland           |
| Das Geheimnis des Zauberschwertes The Secret of the Sword                  | Ed Friedman, Lou Kachivas, Marsh Lamore, Bill Reed, Gwen Wetzler | Vereinigte Staaten                          |
| Ginga Tetsudō no Yoru 銀河鉄道の夜                                         | Gisaburō Sugii                                                   | Japan                                       |
| Joey                                                                       | Roland Emmerich                                                  | BR Deutschland / Vereinigte Staaten         |
| Legende Legend                                                             | Ridley Scott                                                     | Vereinigte Staaten / Vereinigtes Königreich |
| Oz – Eine fantastische Welt Return to Oz                                   | Walter Murch                                                     | Vereinigte Staaten                          |
| The Purple Rose of Cairo                                                   | Woody Allen                                                      | Vereinigte Staaten                          |
| Quatermain – Auf der Suche nach dem Schatz der Könige King Solomon’s Mines | J. Lee Thompson                                                  | Vereinigte Staaten                          |
| Red Sonja                                                                  | Richard Fleischer                                                | Vereinigte Staaten                          |
| Santa Claus Santa Claus: The Movie                                         | Jeannot Szwarc                                                   | Vereinigte Staaten                          |
| Der Tag des Falken Ladyhawke                                               | Richard Donner                                                   | Vereinigte Staaten                          |
| Taran und der Zauberkessel The Black Cauldron                              | Ted Berman, Richard Rich                                         | Vereinigte Staaten                          |
| Unternehmen Erdnußbutter The Peanut Butter Solution                        | Michael Rubbo                                                    | Kanada                                      |
| Wenn Träume wahr wären One Magic Christmas                                 | Phillip Borsos                                                   | Kanada / Vereinigte Staaten                 |
| Zurück aus der Vergangenheit The Heavenly Kid                              | Cary Medoway                                                     | Vereinigte Staaten                          |

## 1986
| Titel                                                                       | Regie                             | Produktionsland                             |
| --------------------------------------------------------------------------- | --------------------------------- | ------------------------------------------- |
| Abenteuer im Spielzeugland Babes in Toyland                                 | Clive Donner                      | Vereinigte Staaten                          |
| Aladin Superfantagenio                                                      | Bruno Corbucci                    | Italien                                     |
| Auf der Suche nach dem goldenen Kind The Golden Child                       | Michael Ritchie                   | Vereinigte Staaten                          |
| Ayla und der Clan des Bären The Clan of the Cave Bear                       | Michael Chapman                   | Vereinigte Staaten                          |
| Bauzi – Der Pinguin aus der Antarktis 小さなペンギン ロロの冒険             | Gennadi Sokolski, Kenjirō Yoshida | Japan                                       |
| Big Trouble in Little China                                                 | John Carpenter                    | Vereinigte Staaten                          |
| Dragon Ball – The Movie: Die Legende von Shenlong ドラゴンボール 神龍の伝説 | Daisuke Nishio                    | Japan                                       |
| Das Geheimnis des Grabmals am Nil The Tomb                                  | Fred Olen Ray                     | Vereinigte Staaten                          |
| Highlander – Es kann nur einen geben Highlander                             | Russell Mulcahy                   | Vereinigte Staaten / Vereinigtes Königreich |
| Im Reich der Amazonen Amazons                                               | Alex Sessa                        | Argentinien                                 |
| King Kong lebt King Kong Lives                                              | John Guillermin                   | Vereinigte Staaten                          |
| Magic Crystal 魔翡翠                                                        | Wong Jing                         | Hongkong                                    |
| Das Märchen vom Däumling Pohádka o Malíčkovi                                | Gunars Piesis                     | Sowjetunion / Tschechoslowakei              |
| Momo                                                                        | Johannes Schaaf                   | BR Deutschland / Italien                    |
| Peggy Sue hat geheiratet Peggy Sue Got Married                              | Francis Ford Coppola              | Vereinigte Staaten                          |
| Die Reise ins Labyrinth Labyrinth                                           | Jim Henson                        | Vereinigte Staaten / Vereinigtes Königreich |
| Das Schloss im Himmel 天空の城ラピュタ                                      | Hayao Miyazaki                    | Japan                                       |
| Supercat – Die reichste Katze der Welt The Richest Cat in the World         | Greg Beeman                       | Vereinigte Staaten                          |

## 1987
| Titel                                                                                                   | Regie                                 | Produktionsland                                      |
| --- | ------------------------------------- | ---------------------------------------------------- |
| Alice im Land des Zauberspiegels Alice Through the Looking-Glass                                        | Andrea Bresciani, Richard Slapczynski | Australien / Italien                                 |
| Die Barbaren The Barbarians                                                                             | Ruggero Deodato                       | Vereinigte Staaten / Italien                         |
| Die Braut des Prinzen The Princess Bride                                                                | Rob Reiner                            | Vereinigte Staaten                                   |
| Die Schöne und das Biest The Beauty and the Beast                                                       | Eugene Marner                         | Vereinigtes Königreich / Vereinigte Staaten / Israel |
| Dornröschen Sleeping Beauty                                                                             | David Irving                          | Vereinigte Staaten                                   |
| Hänsel und Gretel Hansel and Gretel                                                                     | Len Talan                             | Vereinigte Staaten                                   |
| Rumpelstilzchen Rumpelstiltskin                                                                         | David Irving                          | Vereinigte Staaten / Israel                          |
| Schneewittchen                                                                                          | Michael Berz                          | Vereinigte Staaten / Israel                          |
| Gor | Fritz Kiersch                         | Vereinigte Staaten                                   |
| Hatschipuh                                                                                              | Ulrich König                          | BR Deutschland                                       |
| Die Hexen von Eastwick The Witches of Eastwick                                                          | George Miller                         | Vereinigte Staaten                                   |
| Der Himmel über Berlin                                                                                  | Wim Wenders                           | BR Deutschland / Frankreich                          |
| Iron Warrior                                                                                            | Al Bradley                            | Italien                                              |
| Jenatsch                                                                                                | Daniel Schmid                         | Schweiz / Frankreich / BR Deutschland                |
| Made in Heaven                                                                                          | Alan Rudolph                          | Vereinigte Staaten                                   |
| Mannequin                                                                                               | Michael Gottlieb                      | Vereinigte Staaten                                   |
| Masters of the Universe                                                                                 | Gary Goddard                          | Vereinigte Staaten                                   |
| Mio, mein Mio Mio, min Mio                                                                              | Wladimir Grammatikow                  | Schweden / Sowjetunion / Norwegen                    |
| Mystor – Der Todesjäger II Deathstalker II                                                              | Jim Wynorski                          | Vereinigte Staaten / Argentinien                     |
| Quatermain II – Auf der Suche nach der geheimnisvollen Stadt Allan Quatermain and the Lost City of Gold | Gary Nelson                           | Vereinigte Staaten                                   |
| Wie der Vater, so der Sohn Like Father Like Son                                                         | Rod Daniel                            | Vereinigte Staaten                                   |

## 1988
| Titel | Regie                                        | Produktionsland                                                      |
| --- | -------------------------------------------- | -------------------------------------------------------------------- |
| Die Abenteuer des Baron Münchhausen The Adventures of Baron Munchausen                                      | Terry Gilliam                                | Vereinigtes Königreich / BR Deutschland                              |
| Alice Něco z Alenky                                                                                         | Jan Švankmajer                               | Tschechoslowakei / Schweiz / Vereinigtes Königreich / BR Deutschland |
| Alice in Wonderland                                                                                         | Rich Trueblood                               | Australien                                                           |
| Allerliebste Schwester Allrakäraste syster                                                                  | Göran Carmback                               | Schweden                                                             |
| Beetlejuice                                                                                                 | Tim Burton                                   | Vereinigte Staaten                                                   |
| Big | Penny Marshall                               | Vereinigte Staaten                                                   |
| Die Chroniken von Narnia: Der König von Narnia The Chronicles of Narnia: The Lion, the Witch & the Wardrobe | Marilyn Fox                                  | Vereinigtes Königreich                                               |
| Deathstalker III Deathstalker III: Deathstalker and the Warriors from Hell                                  | Alfonso Corona                               | Vereinigte Staaten / Mexiko                                          |
| Falsches Spiel mit Roger Rabbit Who Framed Roger Rabbit                                                     | Robert Zemeckis                              | Vereinigte Staaten                                                   |
| Faust – Vom Himmel durch die Welt zur Hölle                                                                 | Dieter Dorn                                  | BR Deutschland                                                       |
| Der Geächtete von Gor Outlaw of Gor                                                                         | John Cardos                                  | Vereinigte Staaten                                                   |
| Die Geister, die ich rief … Scrooged                                                                        | Richard Donner                               | Vereinigte Staaten                                                   |
| Ich bin Du Vice Versa                                                                                       | Brian Gilbert                                | Vereinigte Staaten                                                   |
| Ich und Er                                                                                                  | Doris Dörrie                                 | BR Deutschland                                                       |
| In einem Land vor unserer Zeit The Land Before Time                                                         | Don Bluth                                    | Vereinigte Staaten                                                   |
| King Size Kingsajz                                                                                          | Juliusz Machulski                            | Polen                                                                |
| Mein Nachbar Totoro となりのトトロ                                                                          | Hayao Miyazaki                               | Japan                                                                |
| Moonwalker                                                                                                  | Jerry Kramer, Jim Blashfield, Colin Chilvers | Vereinigte Staaten                                                   |
| Der Navigator Deathstalker II                                                                               | Vincent Ward                                 | Neuseeland / Australien                                              |
| Pippi Langstrumpfs neueste Streiche The New Adventures of Pippi Longstocking                                | Ken Annakin                                  | Vereinigte Staaten / Schweden                                        |
| Das siebte Zeichen The Seventh Sign                                                                         | Carl Schultz                                 | Vereinigte Staaten                                                   |
| Splash, Too – Die Nixe aus New York Splash, Too                                                             | Greg Antonacci                               | Vereinigte Staaten                                                   |
| Tage der Finsternis Дни затмения                                                                            | Alexander Sokurow                            | Sowjetunion                                                          |
| Top Line – Das Geheimnis des Azteken-Berges Top Line                                                        | Ted Archer                                   | Italien                                                              |
| Willow | Ron Howard                                   | Vereinigte Staaten                                                   |

## 1989
| Titel | Regie                     | Produktionsland                   |
| --- | ------------------------- | --------------------------------- |
| Always – Der Feuerengel von Montana Always | Steven Spielberg          | Vereinigte Staaten                |
| Arielle, die Meerjungfrau The Little Mermaid | John Musker, Ron Clements | Vereinigte Staaten                |
| Asterix – Operation Hinkelstein Astérix et le Coup du menhir                                                                                     | Philippe Grimond          | Frankreich / BR Deutschland       |
| Barbarian Queen II Barbarian Queen II: The Empress Strikes Back                                                                                  | Joe Finley                | Vereinigte Staaten                |
| Charlie – Alle Hunde kommen in den Himmel All Dogs Go to Heaven                                                                                  | Don Bluth                 | Vereinigte Staaten                |
| Die Chroniken von Narnia: Prinz Kaspian & Die Reise auf der Morgenröte The Chronicles of Narnia: Prince Caspian & The Voyage of the Dawn Treader | Alex Kirby                | Vereinigtes Königreich            |
| Dream a Little Dream | Marc Rocco                | Vereinigte Staaten                |
| Erik der Wikinger Erik the Viking | Terry Jones               | Vereinigtes Königreich / Schweden |
| Feld der Träume Field of Dreams | Phil Alden Robinson       | Vereinigte Staaten                |
| Ghostbusters II | Ivan Reitman              | Vereinigte Staaten                |
| Der große freundliche Riese The BFG | Brian Cosgrove            | Vereinigtes Königreich            |
| Ein himmlischer Liebhaber Chances Are | Emile Ardolino            | Vereinigte Staaten                |
| Indiana Jones und der letzte Kreuzzug Indiana Jones and the Last Crusade                                                                         | Steven Spielberg          | Vereinigte Staaten                |
| Kikis kleiner Lieferservice 魔女の宅急便 | Hayao Miyazaki            | Japan                             |
| Der Krieger des Kaisers 秦俑 | Ching Siu-Tung            | Hongkong                          |
| Puppet Master Puppetmaster | David Schmoeller          | Vereinigte Staaten                |
| Tanz der Hexen Wicked Stepmother | Larry Cohen               | Vereinigte Staaten                |
| Teen Witch | Dorian Walker             | Vereinigte Staaten                |
| Warlock – Satans Sohn Warlock | Steve Miner               | Vereinigte Staaten                |